# Universitas Sriwijaya
Universitas Sriwijaya (Unsri) – indonezyjska uczelnia publiczna w mieście Palembang (prowincja Sumatra Południowa). Została założona w 1960 roku.

## Wydziały
- Fakultas Ekonomi
- Fakultas Ilmu Komputer
- Fakultas Kedokteran
- Fakultas Keguruan dan Ilmu Pendidikan
- Fakultas Kesehatan Masyarakat
- Fakultas Pertanian
- Fakultas Teknik
- Fakultas Hukum
- Fakultas Ilmu Sosial dan Politik
- Fakultas Matematika dan Ilmu Pengetahuan

Źródło: .